# Canton du Haut-Grésivaudan
Le canton du Haut-Grésivaudan est une circonscription électorale française du département de l'Isère.

## Histoire
Un nouveau découpage territorial de l'Isère (département) entre en vigueur à l'occasion des élections départementales de 2015. Il est défini par le décret du 18 février 2014, en application des lois du 17 mai 2013 (loi organique 2013-402 et loi 2013-403). Les conseillers départementaux sont, à compter de ces élections, élus au scrutin majoritaire binominal mixte. Les électeurs de chaque canton élisent au Conseil départemental, nouvelle appellation du Conseil général, deux membres de sexe différent, qui se présentent en binôme de candidats. Les conseillers départementaux sont élus pour 6 ans au scrutin binominal majoritaire à deux tours, l'accès au second tour nécessitant 12,5 % des inscrits au 1er tour. En outre la totalité des conseillers départementaux est renouvelée. Ce nouveau mode de scrutin nécessite un redécoupage des cantons dont le nombre est divisé par deux avec arrondi à l'unité impaire supérieure si ce nombre n'est pas entier impair, assorti de conditions de seuils minimaux. Dans l'Isère, le nombre de cantons passe ainsi de 58 à 29.
Le canton du Haut-Grésivaudan est formé de communes des anciens cantons de Goncelin (12 communes), d'Allevard (6 communes) et du Touvet (8 communes). Le canton est entièrement inclus dans l'arrondissement de Grenoble. Le bureau centralisateur est situé à Pontcharra.

## Représentation
| Période élective | Période élective | Mandat    | Mandat   | Identité           | Nuance | Nuance | Qualité |
| ---------------- | ---------------- | --------- | -------- | ------------------ | ------ | ------ | --- |
| 2015             | 2021             | 2015      | 2021     | Christophe Engrand |        | LR     | Maire de Barraux (2008-2020) |
| 2015             | 2021             | 2015      | 2021     | Martine Kohly      |        | UDI    | Ancienne monitrice de ski, adjointe au maire d'Allevard jusqu'en 2020, conseillère municipale (opposition) depuis 2020 Vice-Présidente chargée du sport, de la jeunesse, de la vie associative et du devoir de mémoire |
| 2021             | 2028             | 2021      | 2024     | Christophe Borg    |        | LR     | Maire de Pontcharra Décédé en fonction |
| 2021             | 2028             | 2021      | en cours | Martine Kohly      |        | UDI    | Conseillère sortante 7ème vice-présidente chargée de l'enfance, de la famille, de la jeunesse et des sports |
| 2021             | 2028             | sept.2024 | en cours | Philippe Baudain   |        | DVD    | Professeur, maire de Saint-Vincent-de-Mercuze |

### Résultats détaillés

#### Élections de mars 2015
À l'issue du 1er tour des élections départementales de 2015, deux binômes sont en ballottage : Christophe Engrand et Martine Kohly (Union de la Droite, 28,96 %) et Roger Cohard et Florence Guesdon (Union de la Gauche, 26,16 %). Le taux de participation est de 51,19 % (15 913 votants sur 31 085 inscrits) contre 49,24 % au niveau départemental et 50,17 % au niveau national.
Au second tour, Christophe Engrand et Martine Kohly (Union de la Droite) sont élus avec 52,77 % des suffrages exprimés et un taux de participation de 49,67 % (7 483 voix pour 15 439 votants et 31 085 inscrits).

#### Élections de juin 2021
Le premier tour des élections départementales de 2021 est marqué par un très faible taux de participation (33,26 % au niveau national). Dans le canton du Haut-Grésivaudan, ce taux de participation est de 32,41 % (10 697 votants sur 33 009 inscrits) contre 31,88 % au niveau départemental. À l'issue de ce premier tour, deux binômes sont en ballottage : Christophe Borg et Martine Kohly (Union au centre et à droite, 45,3 %) et Florence Guesdon et Franck Pourchon (Union à gauche avec des écologistes, 38,26 %).
Le second tour des élections est marqué une nouvelle fois par une abstention massive équivalente au premier tour. Les taux de participation sont de 34,36 % au niveau national, 32,23 % dans le département et 32,6 % dans le canton du Haut-Grésivaudan. Christophe Borg et Martine Kohly (Union au centre et à droite) sont élus avec 56,65 % des suffrages exprimés (5 809 voix pour 10 765 votants et 33 024 inscrits),,.

## Composition
Lors du redécoupage de 2014, le canton est composé de vingt-neuf communes entières.
À la suite de la fusion, le 1er janvier 2016, de Morêtel-de-Mailles et Saint-Pierre-d'Allevard pour former la commune nouvelle de Crêts en Belledonne et de la fusion, le 1er janvier 2019, de La Ferrière et de Pinsot pour former la commune nouvelle du Haut-Bréda, le canton du Haut-Grésivaudan comprend désormais vingt-quatre communes.
| Nom                                | Code Insee | Intercommunalité  | Superficie (km2) | Population (dernière pop. légale) | Densité (hab./km2) | Modifier                                    |
| ---------------------------------- | ---------- | ----------------- | ---------------- | --------------------------------- | ------------------ | ------------------------------------------- |
| Pontcharra (bureau centralisateur) | 38314      | CC Le Grésivaudan | 15,58            | 7 373 (2022)                      | 473                | modifier les données · modifier les données |
| Les Adrets                         | 38002      | CC Le Grésivaudan | 16,15            | 1 072 (2022)                      | 66                 | modifier les données · modifier les données |
| Allevard                           | 38006      | CC Le Grésivaudan | 25,63            | 3 962 (2022)                      | 155                | modifier les données · modifier les données |
| Barraux                            | 38027      | CC Le Grésivaudan | 11,13            | 2 002 (2022)                      | 180                | modifier les données · modifier les données |
| La Buissière                       | 38062      | CC Le Grésivaudan | 7,71             | 791 (2022)                        | 103                | modifier les données · modifier les données |
| Le Champ-près-Froges               | 38070      | CC Le Grésivaudan | 4,83             | 1 317 (2022)                      | 273                | modifier les données · modifier les données |
| Chapareillan                       | 38075      | CC Le Grésivaudan | 30,28            | 3 049 (2022)                      | 101                | modifier les données · modifier les données |
| La Chapelle-du-Bard                | 38078      | CC Le Grésivaudan | 27,71            | 536 (2022)                        | 19                 | modifier les données · modifier les données |
| Le Cheylas                         | 38100      | CC Le Grésivaudan | 8,44             | 2 372 (2022)                      | 281                | modifier les données · modifier les données |
| Crêts en Belledonne                | 38439      | CC Le Grésivaudan | 33,80            | 3 430 (2022)                      | 101                | modifier les données · modifier les données |
| La Flachère                        | 38166      | CC Le Grésivaudan | 2,85             | 456 (2022)                        | 160                | modifier les données · modifier les données |
| Froges                             | 38175      | CC Le Grésivaudan | 6,43             | 3 334 (2022)                      | 519                | modifier les données · modifier les données |
| Goncelin                           | 38181      | CC Le Grésivaudan | 14,36            | 2 452 (2022)                      | 171                | modifier les données · modifier les données |
| Le Haut-Bréda                      | 38163      | CC Le Grésivaudan | 78,60            | 459 (2022)                        | 5,8                | modifier les données · modifier les données |
| Hurtières                          | 38192      | CC Le Grésivaudan | 3,35             | 220 (2022)                        | 66                 | modifier les données · modifier les données |
| Le Moutaret                        | 38268      | CC Le Grésivaudan | 5,29             | 254 (2022)                        | 48                 | modifier les données · modifier les données |
| La Pierre                          | 38303      | CC Le Grésivaudan | 3,31             | 648 (2022)                        | 196                | modifier les données · modifier les données |
| Saint-Maximin                      | 38426      | CC Le Grésivaudan | 10,35            | 672 (2022)                        | 65                 | modifier les données · modifier les données |
| Saint-Vincent-de-Mercuze           | 38466      | CC Le Grésivaudan | 7,85             | 1 520 (2022)                      | 194                | modifier les données · modifier les données |
| Sainte-Marie-d'Alloix              | 38417      | CC Le Grésivaudan | 3,04             | 484 (2022)                        | 159                | modifier les données · modifier les données |
| Sainte-Marie-du-Mont               | 38418      | CC Le Grésivaudan | 23,87            | 233 (2022)                        | 9,8                | modifier les données · modifier les données |
| Tencin                             | 38501      | CC Le Grésivaudan | 6,75             | 2 132 (2022)                      | 316                | modifier les données · modifier les données |
| Theys                              | 38504      | CC Le Grésivaudan | 35,77            | 2 014 (2022)                      | 56                 | modifier les données · modifier les données |
| Le Touvet                          | 38511      | CC Le Grésivaudan | 11,56            | 3 115 (2022)                      | 269                | modifier les données · modifier les données |
| Canton du Haut-Grésivaudan         | 3813       |                   | 394,64           | 43 897 (2022)                     | 111                | modifier les données                        |

## Démographie
En 2022, le canton comptait 43 897 habitants, en évolution de +1,13 % par rapport à 2016 (Isère : +3,07 %, France hors Mayotte : +2,11 %).
| 2013   | 2018   | 2022   |
| ------ | ------ | ------ |
| 42 638 | 43 594 | 43 897 |